# 방향제

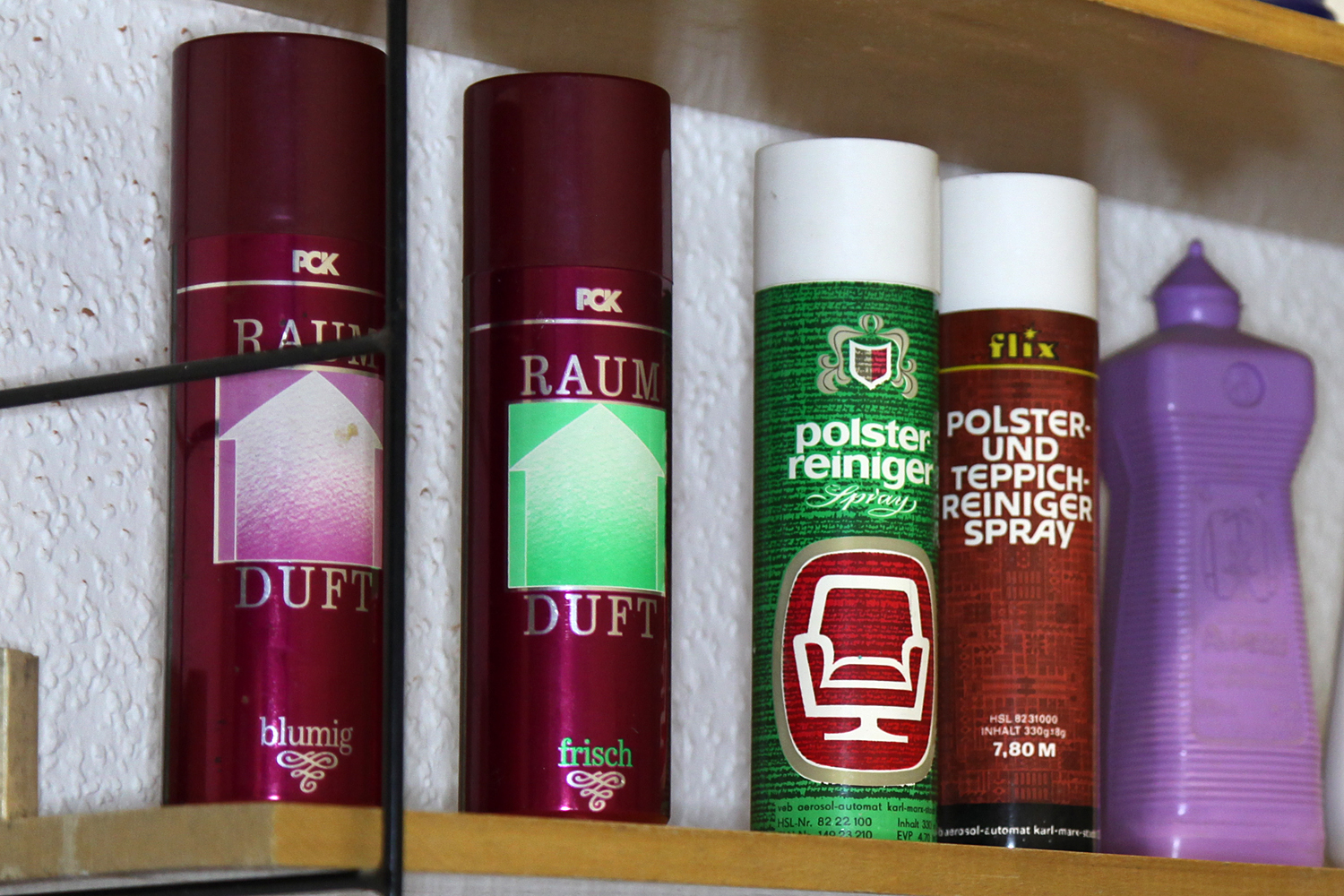
방향제 제품들

방향제(芳香劑)는 일반 가정이나 공공화장실 등지에서 사용되는 소비재이며, 일반적으로 방향 화합물을 발산해 악취를 제거하는 탈취제를 의미하지만 경우에 따라서는 향수 대용으로 사용되기도 한다.
용도 및 사용 장소 등에 따라 분무기, 양초, 유류, 젤, 구슬, 플러그인 등 다양한 형태의 방향제가 사용되며, 몇몇 방향제의 경우 화학 물질을 사용하기 때문에 알레르기 및 천식을 유발하여 안전에 대한 논쟁이 발생하기도 한다.

## 같이 보기
- 향
- 데오도란트